# Sergio Rodríguez López-Ros
Pour les articles homonymes, voir Sergio Rodríguez.
Sergio Rodríguez López-Ros, né le 21 novembre 1970, est un académicien, membre du Service Extérieur, actuellement pro-recteur de l’Universitat Abat Oliba CEU de Barcelone.

## Biographie
Rodríguez López-Ros est né le 21 novembre 1970 à Barcelone. Ses grands-parents maternels passent l’entre-deux-guerres à Perpignan, Carcassonne et Narbonne. Il est lié à Collioure.

### Études
Il fait ses études au Collège Salésien de Sarrià, promotion 1987. Plus tard, il est diplômé en Communication à l’Université autonome de Barcelone et il suit un cours spécialisé à l’Université internationale Menéndez Pelayo. Il a complété sa formation à la London School of Economics et le Massachusetts Institute of Technology.
Rodriguez effectué son service militaire dans le régiment espagnol Arapiles (jumelé avec les British Royal Lancers) et dans l'État majeur de la IVe région militaire, obtenant le diplôme de service distingué, puis un stage au comité d'organisation des Jeux olympiques d'été de 1992, recevant la médaille commémorative officielle (catégorie bronze).
Enfin, après un cours de doctorat avec Román Gubern, il obtient le doctorat en philosophie à l’Université Raymond-Lulle, proposé au prix extraordinaire de doctorat.

### Carrière
Dans le Service Extérieur espagnol, il travaille dans les ambassades espagnoles en Italie, Saint-Marin, Albanie et Malte, ainsi que directeur de deux centres de l'Institut Cervantes (coordinateur temporaire d'un autre), et consul adjoint de l'Espagne à Milan. Il est également coordinateur de la Maison pour une ville du savoir au sein de la Mairie de Barcelone.
Auparavant et plus tard, il est consultant des organes de l'UE EACEA, TAIEX et REA, ainsi que membre de la recherche pour le Conseil européen et le Parlement européen. Il participe à l'un des rapports de faisabilité de la FRA et aux forums du Saint-Siège, de l'EPSC, du Institut Aspen, de la COMECE, du Club de Rome et de l'OMAEC. Il fait partie du Groupe de recherches islamo-chrétien.
Rodríguez López-Ros est maintenant aussi ambassadeur-consultant de la Fundação Rei Afonso Henriques de la coopération publique Espagne-Portugal et membre de le Comité permanent de la Xarxa Vives d'Universitats, le Conseil consultatif sur l'international de FTN (CEOE), le Conseil consultatif de la Fundación Pere Closa et le Comité scientifique de la revue publique Méditerranéenne.
Il est également considéré comme un expert de la diplomatie culturelle, diplomatie d'entreprise, processus multilatéraux, des questions méditerranéennes, de l'éthique et de l'intelligence artificielle, les investissements éthiques, la traçabilité, la gouvernance et la transparence.
Rodríguez López-Ros est membre correspondant de l'Académie royale d'histoire (Espagne) et aussi de l'Académie des sciences de l'institut de Bologne (Italie). Il a été distingué par quelques décorations publiques, nationales et internationales, entre autres l'Ordre de la Solidarité Sociale rarement concédé par le roi Felipe VI d'Espagne.
Auteur de plusieurs essais - le dernière, entrées dans le dictionnaire Vislumbres, 2021, édité par le Ministère des Affaires étrangères (Espagne) -, Il écrit régulièrement des articles sur la géopolitique et la géoéconomie dans le journal La Vanguardia, leader de la presse digital en Espagne et The Diplomat. En français, il a publié Le Peuple tsigane : guide à l'usage des journalistes, 1998.

## Distinctions
En plus des décorations étrangères, il a reçu ces décorations espagnoles :
- Grand officier de l'Ordre de la Solidarité[13]
- Officier de l'Ordre d'Isabelle la Catholique
- Officier de l'Ordre du Mérite civil
- Grand officier de l'Ordre du Mérite de la Garde civile
- Croix de l'Ordre du Mérite militaire
- Croix de l'Ordre du Mérite du Corps national de police d'Espagne